# Raimondo Del Balzo
Raimondo Del Balzo (* 17. Januar 1939 in Rom; † 22. September 1995 ebenda) war ein italienischer Drehbuchautor und Regisseur.

## Leben
Del Balzo absolvierte eine Ausbildung als Journalist und arbeitete auch als solcher. 1967 schrieb er erstmals für den Film, sechs Jahre später wurde sein Regie-Debüt L'ultima neve di primavera ein großer Erfolg, dem er mit Bianchi cavalli d'agosto im Jahr darauf einen kleineren folgen ließ. Gelobt wurde seine Behandlung thematisch schwieriger Stoffe mit leichter Hand und Einfühlsamkeit. Auch in seinen weiteren Beiträge finden sich seine Markenzeichen, stark sentimentale Momente, die aber hauptsächlich aus den 1980er Jahren stammend, sich nicht mehr mit diesen Filmen messen konnten.

## Filmografie (Auswahl)
- 1973: Der letzte Schnee des Frühlings (L'ultima neve di primavera)
- 1974: Bianchi cavalli d'agosto